# Culex thriambus
Culex thriambus är en tvåvingeart som beskrevs av Dyar 1921. Culex thriambus ingår i släktet Culex och familjen stickmyggor. Inga underarter finns listade i Catalogue of Life.